# 洛伊波尔茨格林
洛伊波尔茨格林是德国巴伐利亚州的一个市镇。总面积10.25平方公里，总人口1273人，其中男性609人，女性664人（2011年12月31日），人口密度124人/平方公里。